# Stefan Ilić
Stefan Ilić (Kirin Serbia: Стефан Илић; sinh ngày 7 tháng 4 năm 1995) là một cầu thủ bóng đá Serbia, thi đấu ở vị trí tiền đạo cho Bežanija.
Ilić đại diện Serbia ở Giải vô địch bóng đá U-20 thế giới 2015, giành được huy chương vàng.

## Danh hiệu
Serbia
- Giải vô địch bóng đá U-20 thế giới: 2015